# فرناندو راباليني
فرناندو أندريس راباليني (إسبانية: Fernando Rapallini؛ مواليد 28 أبريل 1978) هو حكم كرة القدم أرجنتيني يُدير مباريات في الدوري الأرجنتيني. أصبح حكماً في الفيفا منذ 2014.

## وصلات خارجية
- فرناندو راباليني على موقع Soccerway.com (الإنجليزية)